# Masters de Montecarlo 1998
El Masters de Montecarlo 1998 fue un torneo de tenis masculino jugado sobre tierra batida. Fue la 92.ª edición de este torneo. Se celebró entre el 20 y el 26 de abril de 1998.

## Campeones

### Individuales
Carlos Moyá vence a  Cédric Pioline, 6–3, 6–0, 7–5.

### Dobles
Jacco Eltingh /  Paul Haarhuis vencen a  Todd Woodbridge /  Mark Woodforde, 6–4, 6–2.